# 志賀克也
志賀克也（日语：志賀 克也，1963年8月11日—，日本男性配音員、舞台演員。ARTSVISION所屬。岸野幸正主宰劇團岸野組之一員。出身於愛媛縣。身高162cm。O型血。

## 人物簡介
本名相同。野澤那智主宰劇團薔薇座出身，之後經歷日本播音演技研究所而成為ARTSVISION所屬。
為人熟悉的代表配音作品有《足球騎士》的火野淳平、《MÄR 魔兵傳奇》的波增、《浪客劍心》的川路利良、《聖石小子》的克利馮加藤、《決鬥大師》的邪藩牛次郎及《大嘴鳥》的飛機鳥等。
興趣、特長：踢踏舞、急流泛舟、田徑。

## 演出作品

### 電視動畫
1995年
- 秀逗魔導士（看板演員）
- 夢幻遊戲（奎宿〈年輕時〉、時、青年B）

1996年
- 機械女神J（平助、修特萊、町奴的摩爾 等）
- 浪客劍心（川路利良、阿武隈四入道、混混、兵隊、銃士隊隊長、警官 等）

1997年
- 少女革命（男子B）
- 中華一番！（客人A、應考者B、翁聲譽的手下B、村莊男子B、街上的人B、圍觀者A、料理人C）
- 超魔神英雄傳（波拉波拉、索斯）
- 幸運騎士L（日语：フォーチュン・クエストL）（艾布斯的部下）

1998年
- 動畫版 男人真命苦 ～寅次郎勿忘我～（水原）
- 機械女神JtoX（三吉、車仲、士兵B 等）
- 開花天使（ドクダミリュウゾウ）
- 神化嬌嬌女 (新版)（畢利肯、男子）
- 吉本無知子物語（日语：ヨシモトムチッ子物語）
- 失落的宇宙（巴天）

1999年
- 伊索世界（的父親、多齊）
- 大嘴鳥（飛機鳥、廣播）
- 極道君漫遊記（日语：ゴクドーくん漫遊記）（佩加薩斯）

2000年
- 數碼寶貝大冒險02（比特獸）
- 週刊故事樂園（日语：週刊ストーリーランド）（村人1）
- 法布爾先生是名偵探（日语：ファーブル先生は名探偵）（小偷兄弟的弟弟）
- 六門天外（習波葛瑞夫）

2001年
- ANGELIC LAYER 天使領域（魚屋）
- Z.O.E Dolores, i（日语：Z.O.E Dolores, i）（接線員）
- 聖石小子（克利馮加藤、DC、搜査官）

2002年
- 決鬥大師（邪藩牛次郎）

2003年
- 貯金大冒險（蒲燒）
- 機甲露寶（遙鈴的父親）
- 蒲公英之戀（店內的人A）

2004年
- 陰陽大戰記（繁茂的磨修羅生）
- Keroro軍曹（男子）
- 魔法少年賈修（特洛瓦）
- 名偵探柯南（榎本洋、二川肇）

2005年
- MÄR 魔兵傳奇（龐森）

2006年
- 怪傑佐羅利（巴韓尼伯爵）

2007年
- 婆婆偵探團（日语：やっとかめ探偵団）（山下大輔）

2008年
- 我們這一家（店員、站員）
- 決鬥大師 Cross（茶番馬太郎、邪藩牛次郎）
- 哆啦A夢 (水田山葵版)（男子）
- 名偵探柯南（詐欺師）

2009年
- 再造人卡辛 Sins（日语：キャシャーン Sins）（馬爾斯）

2010年
- 決鬥大師 Cross Shock（邪藩牛次郎）
- 哆啦A夢 (水田山葵版)（惡人B）
- Battle Spirits 少年激霸彈（洛奇）
- 名偵探柯南（高中生）

2011年
- 蠟筆小新（客人B）

2012年
- 足球騎士（火野淳平）
- 哆啦A夢 (水田山葵版)（章魚外星人、機械的聲音）
- Battle Spirits Sword Eyes（可奈爾）

2014年
- 最強銀河 究極ZERO Battle Spirits（貝卡）
- 哆啦A夢 (水田山葵版)（洛克）

2016年
- 決鬥大師 VSR（社長／邪藩牛次郎）
- 哆啦A夢 (水田山葵版)（洛斯、黨羽）
- 忍者亂太郎（器具商、拉麵店老闆）
- Battle Spirits Double Drive（茲奇）

2017年
- 忍者亂太郎（鑑定屋）
- 哆啦A夢 (水田山葵版)（手下①）

2018年
- 傀儡馬戲團（澤多·葛因）

### OVA
1989年
- 銀河英雄傳說

1994年
- 湘南純愛組！（數人）

1996年
- 冷面天使（時山五郎）

1997年
- 機械女神J（魚政）

2000年
- 天使禁獵區（洋司）

2006年
- 機動戰士鋼彈MS IGLOO（多梅尼柯·邁爾凱斯）

2010年
- 名偵探柯南 MAGIC FILE4 通往大阪什锦煎餅的艱辛之路[[[Wikipedia:格式手册/链接#章節|錨點失效]]]（男高中生）

2012年
- 名偵探柯南 BONUS FILE 九號半之花[[[Wikipedia:格式手册/链接#章節|錨點失效]]]（山市）

2013年
- FAIRY TAIL × RAVE（葛利夫）

2016年
- 機動戰士鋼彈 THE ORIGIN（アーガ）

### 電影動畫
1997年
- 劇場版 浪客劍心：維新志士的鎮魂歌（川路利良）

2002年
- 6 ANGELS（日语：シックス・エンジェルズ）（補佐官B）

2014年
- 帕羅的未來島（日语：パロルのみらい島）（小不點）

2017年
- GO-CHAN。 ～莫可與珍獸森林的夥伴們～（日语：ゴーちゃん。#劇場アニメ）（調査隊員A）

### 網路動畫
2006年
- 幕末機關說（劉火袁）

### 遊戲
1996年
- 前進吧！對戰方塊（日语：対戦ぱずるだま#進め!対戦ぱずるだま）
- Sword and Sorcery（日语：ソードアンドソーサリー）（艾爾哥特）

1997年
- 戀之千年王國（衛兵B）

1998年
- 個人教授（日语：個人教授 (ゲーム)）（高坂武）
- 新世代機器人戰記（日语：新世代ロボット戦記ブレイブサーガ）（守山悟）
- 時空偵探DD2 叛逆的阿普薩拉爾（國分寺亘）
- 旅遊派對 來一場畢業旅行吧（大淀大輔）

1999年
- 閃耀大冒險（日语：グリントグリッター）（鮑比）
- 戰國美少女繪卷 斬斷雲空 ～春風之章～（下忍）

2000年
- 新世代機器人戰記2（日语：ブレイブサーガ2）（守山悟）

2001年
- 暴走公主（日语：暴れん坊プリンセス）（傑左僧院·左僧侶、魔物拉紐、賞金獵人之兄）

2002年
- 聖石小子 ～未完的秘石～（克利馮加藤）
- 聖石小子 ～光和暗的大決戰～（克利馮加藤）
- 聖石小子 ～光和暗的大決戰2～（克利馮加藤）
- 風之克羅諾亞沙灘排球 最強隊伍決定戰！（日语：クロノアビーチバレー 最強チーム決定戦!）（小丑）
- La Pucelle 光之聖女傳說（日语：ラ・ピュセル 光の聖女伝説）（雅達喵）

2005年
- MÄR 魔兵傳奇 ÄRM FIGHT DREAM（波增）

2006年
- 機動戰士鋼彈 吉翁之魂（日语：機動戦士ガンダム スピリッツオブジオン）（法瑞爾·伊哈中尉）
- 浪客劍心 炎上！京都輪廻（川路利良）

2007年
- SD鋼彈 G世代 SPIRITS（多梅尼柯·邁爾凱斯、尼德爾）
- 超級機器人大戰OG ORIGINAL GENERATIONS
- 超級機器人大戰OG外傳

2013年
- 召喚夜響曲5（蓋洛帕[5]）

2019年
- 決鬥大師 PRESS（邪藩牛次郎）

### 廣播劇CD
- 來自遠方（特勞斯弟）
- （非拉）
- JaJa馬！（洛布史塔的部下）
- 美少女電腦戰隊（日语：電脳戦隊ヴギィ'ズ★エンジェル） VOL.0「誕生！電腦戰隊」（貨車司機、賭徒B）
- 少年·中年進化論（AD）
- 速攻學生會（不良B）
- 零式戰鬥（日语：ゼロイン）（犯人）[注 1]
- 太陽少女印加（日语：太陽の少女インカちゃん）（會計）
- 光之聖女傳說（日语：ラ・ピュセル 光の聖女伝説）（雅達喵）

### 外語配音
※作品依英文名稱及英文原名排序。

#### 電影
- 潛艇總動員
- 風流教師霹靂妹（拉里·福奇〈尼古拉斯·達格斯托 飾演〉）
- 黑社會 (2005年電影)

#### 電視影集
- 慾望師奶 (第5季)
- 急診室的春天 (第15季)（米基）

#### 動畫
- 食蟻獸與紅蟻（英语：Ant & Aardvark）（紅蟻）
- 少年悍將（魔術師曼波〈湯姆·肯尼 配音〉）

### 特攝影集
1996年
- 激走戰隊車連者（CC〈恰恰〉恰可的配音）

2002年
- 忍風戰隊破裏劍者（洗腦忍者補習班香菇的配音）

2012年
- 特命戰隊Go Busters（米達滅火器的配音）

2014年
- 烈車戰隊特急者（的配音）

### 布偶劇
- NHK教育 兒童布偶劇場（日语：こどもにんぎょう劇場）
  - 「長襪子皮皮」（1998年）
  - 「夢」（1999年）

### 舞台
- 劇團岸野組公演
  - 清水港異聞 森之石松 1861（日语：清水港異聞 森の石松 1861）（1992年）－梅吉
  - 森之石松 外傳（日语：森の石松外伝）（2004年）－榮吉
  - 仕事承仕事 ～若～（2013年）
  - （2014年）
  - 幸計劃「家族」（2016年）
  - 新 ～鷹捕物帖～ 婆（2017年）

### 旁白
- NHK高校講座（日语：NHK高校講座） 世界史

### 其它
- 哆啦A夢&大耳鼠 艾莉大人 愛的禮物大作戰（ドロイカ）

## 腳註

## 外部連結
- APTSVISION公式官網的聲優簡介 （日語）